# سام پسر وردان‌روز
سام پسر وردان‌روز (درگذشت: دسامبر ۱۱۹۳) اولین فرمانروای اتابک یزد بود و از ۱۱۴۱ تا ۱۱۸۸ فرمان راند. سام در سال ۱۱۴۱ توسط احمد سنجر به عنوان اتابک منصوب شد و در آنجا با یکی از دختران گرشاسب دوم کاکویی ازدواج کرد. او را فرمانروایی ضعیف توصیف می‌کنند و در سال ۱۱۸۸ برادر تواناترش «لنگر پسر وردان‌روز» جایگزین او شد. سام بعداً در سال ۱۱۹۳ درگذشت.